# Fortrose
Fortrose är en ort i Storbritannien.   Den ligger i kommunen Highland och riksdelen Skottland, i den norra delen av landet, 700 km norr om huvudstaden London. Fortrose ligger 25 meter över havet och antalet invånare är 1 206.
Terrängen runt Fortrose är platt söderut, men norrut är den kuperad. Havet är nära Fortrose åt sydost. Runt Fortrose är det ganska glesbefolkat, med 39 invånare per kvadratkilometer. Närmaste större samhälle är Inverness, 12,5 km söder om Fortrose. 